# Diamictito

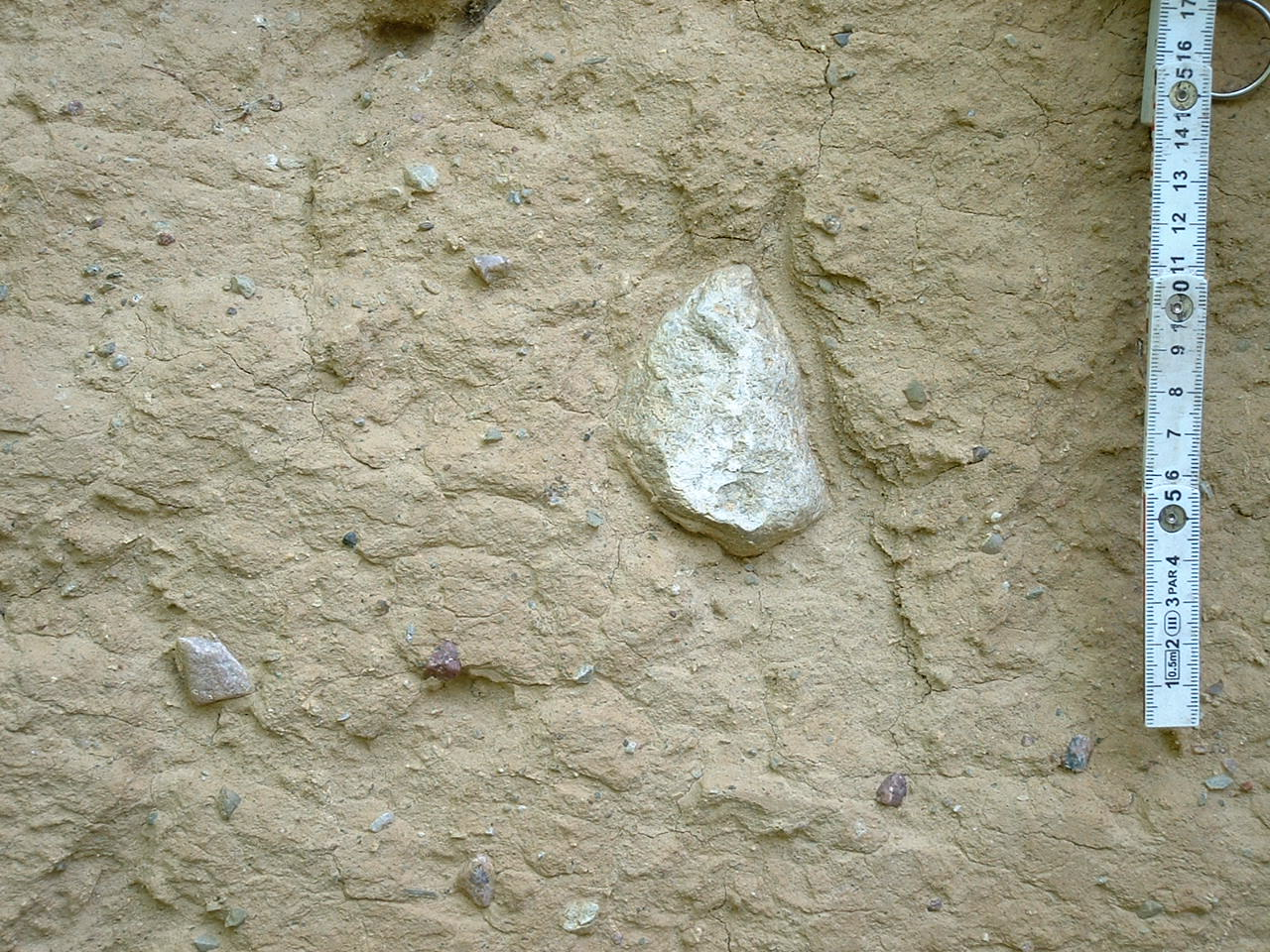
Afloramento de diamictito localizado em Stolpe, Alemanha

Diamictito é uma rocha de origem sedimentar formada por clastos e fragmentos de rochas preexistentes com uma grande gama de tamanhos e com abundante matriz lamítica, síltico-argilosa . O termo diamictito foi cunhado por Flint e outros (1960) para rochas tanto pobremente selecionadas quanto pobremente laminadas, sendo puramente descritivo e, portanto, não tendo nenhuma conotação genética. Os diamictitos podem ser originados por inúmeros processos geológicos, como por exemplo: tilitos de origem glacial, deslizamentos em taludes continentais, deslizamentos causados por vulcões, conhecidos como lahar, terremotos, impactos de meteoritos, etc. A forma mais comum de formação é através de deslizamentos submarinos no talude ,. No Brasil ocorrem diamictitos desde o Pré-Cambriano  até o Paleozoico Superior .